# گاستون پائولس
گاستون پائولس (اسپانیایی: Gastón Pauls‎؛ زادهٔ ۱۷ ژانویهٔ ۱۹۷۲) هنرپیشه اهل آرژانتین است. از فیلم‌هایی که وی در آن نقش داشته است، می‌توان به چه، ناین کوئینز و متبارک با آتش اشاره کرد.
گاستون در سریال تلویزیونی نوجوانانه مونتانا روسا با نانسی دوپلائا آشنا شد و به مدت دو سال با او رابطه داشت. از سال ۲۰۰۷ تا ۲۰۱۴، پائولس با بازیگر آرژانتینی دیگر، آگوستینا چری در رابطه بود که از او دو فرزند به نام‌های مونا (۲۰۰۹) و نیلو (۲۰۱۱) دارد. او گیاهخوار است.